# Hyalogryllacris
Hyalogryllacris is een geslacht van rechtvleugeligen uit de familie Gryllacrididae. De wetenschappelijke naam van dit geslacht is voor het eerst geldig gepubliceerd in 1937 door Karny.

## Soorten
Het geslacht Hyalogryllacris omvat de volgende soorten:
- Hyalogryllacris adventa Brunner von Wattenwyl, 1888
- Hyalogryllacris biloba Karny, 1929
- Hyalogryllacris debilis Brunner von Wattenwyl, 1888
- Hyalogryllacris gemina Brunner von Wattenwyl, 1888
- Hyalogryllacris munda Walker, 1869
- Hyalogryllacris straminea Brunner von Wattenwyl, 1888
- Hyalogryllacris subdebilis Tepper, 1892
- Hyalogryllacris toxopei Karny, 1925
- Hyalogryllacris tumidula Karny, 1928
- Hyalogryllacris uncinata Karny, 1929